# Mistrzostwa Afryki U-19 w Piłce Ręcznej Kobiet 1998
Mistrzostwa Afryki U-19 w Piłce Ręcznej Kobiet 1998 – dziesiąte mistrzostwa Afryki U-19 w piłce ręcznej kobiet, oficjalny międzynarodowy turniej piłki ręcznej o randze mistrzostw kontynentu organizowany przez CAHB mający na celu wyłonienie najlepszej złożonej z zawodników do lat dziewiętnastu żeńskiej reprezentacji narodowej w Afryce. Odbył się wraz z mistrzostwami U-20 mężczyzn w sierpniu 1998 roku w Abidżanie. Tytułu zdobytego w 1996 roku broniła reprezentacja Angoli. Mistrzostwa były jednocześnie eliminacjami do MŚ 1999.

## Finał
| 22 sierpnia 1998 | Angola U-19 | 28:17 | Wybrzeże Kości Słoniowej U-19 | Abidżan |
| 22 sierpnia 1998 |             | 28:17 |                               | Abidżan |

## Klasyfikacja końcowa
| Miejsce | Reprezentacja                 | Uwagi          |
| ------- | ----------------------------- | -------------- |
| złoto   | Angola U-19                   | awans: MŚ 1999 |
| srebro  | Kongo U-19                    | awans: MŚ 1999 |
| brąz    | Wybrzeże Kości Słoniowej U-19 | –              |
| 4       | Burkina Faso U-19             | –              |